# Hoplolatilus marcosi
Hoplolatilus marcosi is een straalvinnige vissensoort uit de familie van de tegelvissen (Malacanthidae). De wetenschappelijke naam van de soort werd in 1978 gepubliceerd door Burgess.

## Beschrijving
De vis wordt ongeveer 10 tot 12 cm lang. Hij kan makkelijk worden herkend aan de typerende rode band die van het oog tot aan de staart van de vis loopt. Bij de staart verbreedt de band zich en wordt zwart. De rest van de vis is lichtgekleurd, van geel tot wit.

## Verspreiding
De soort komt voor in de zeeën van de westelijke Grote Oceaan. Hij leeft in de buurt van koraalriffen en zandgronden in Indonesië, Papoea-Nieuw-Guinea, Palau en de Salomoneilanden. De vis kan worden aangetroffen op dieptes tussen de 18 en 80 meter.